# Хееду
Хееду (ест. Heedu) — село в Естонії, входить до складу волості Риуге, повіту Вирумаа.